# Saint-Pérégrin-sur-Vannon
Ancienne commune de la Haute-Marne, la commune de Saint-Péregrin-sur-Vannon a existé de 1972 à 1986. Elle a été créée en 1972 par la fusion des communes de Gilley, de Poinson-lès-Fayl, de Pressigny, de Savigny, de Tornay, de Valleroy et de Voncourt. En 1986, elle a été supprimée et les communes constituantes ont été rétablies.